# 于楊
于楊（Yu Yang Bosley，2001年1月10日－），生於香港，香港足球運動員，司職左中場，現時效力香港超級聯賽球會港會。

## 早年生活
于楊生於香港，自小常常隨前香港青年軍代表的父親踢足球，於9歲時加入傳統球會南華青年軍，並跟隨南華名宿陳志康開始接受正規訓練，其後他就隨陳志康轉投太陽國際青年軍，在青年軍時代，他以極具侵略性的踢法和遠射能力而成名，2015年，升讀傳統名校香港華仁書院，由於在青年聯賽表現出色，使于楊一直都是香港青年軍的主力成員，2017年初，于楊參加一年一度的安聯少年足球營，並獲選為香港唯一的男子球員，連同25個國家共50多個球員代表，到德國球會拜仁慕尼黑接受訓練，期間他更在射球能力測試中成為球速範疇第2名。

## 球員生涯
隨後隨住菁英盃改制，規定每隊每場必須派出最少兩名U22球員上陣，使于楊獲得港超聯球會冠忠南區的垂青，2017年9月27日，在家人的大力支持下，以16歲之齡加盟南區，更在季初首2場預備組及U18青年聯賽中合共轟入7球，其中更在首場預備組對標準流浪時，個人包辦五個入球，協助球會以5–3擊敗對手，同時，于楊已與香港華仁書院達成共識，利用假期或體育堂時間到冠忠南區受訓，
而16歲的他，在2017年10月28日對標準流浪的菁英盃分組賽，於79分鐘後備入替陳凱柏，迎來職業球員生涯的處子戰，成為冠忠南區歷來在本地頂級賽事上陣年齡最小球員，兼首名在港超聯落場的千禧後出生的球員，惟最終南區以1–2落敗。
2018年7月，于楊改投港超聯球會傑志，但一如其他同隊的年青球員，多年來未獲得太多上陣機會。他一直效力傑志直至2021–22球季季尾。
在離開傑志後，于楊宣佈前往英國發展。
2024年1月5日，港超聯球隊東方宣布正式簽入于楊。

## 家庭生活
于楊的父親於在其16歲獲著名本地球壇教練郭家明垂青，選入隊代表香港青年軍遠征歐洲，他回港後還獲得到不少球會招攬，但其母親即極力反對，使他到現在還留有遺憾，到2017年9月，當于楊能夠加盟冠忠南區做職業球員兼於菁英盃上陣，就已一解父親多年心結一同圓職業足球員夢。

## 榮譽
東方
- 香港足總盃冠軍（2023–24季度）

## 外部連結
- 香港足球總會網頁球員註冊資料（页面存档备份，存于）